# Agradoot
Agradoot war ein Filmkollektiv des bengalischen Films. Dahinter stand eine Gruppe von Filmtechnikern, die unter diesem Namen gemeinsam für die Regie verantwortlich zeichneten.
Der Kern der Gruppe formierte sich 1946 und bestand aus Bibhuti Laha (Kamera), Jatin Datta (Ton), Sailen Ghosal (Filmlabor), Nitai Bhattacharya (Drehbuch) und Bimal Ghosh (Produktion). Bibhuti Laha war die treibende Kraft; er führte unter dem Namen Agradoot noch Regie, nachdem die meisten anderen die Gruppe bereits verlassen hatten, und arbeitete unter seinem eigenen Namen als Kameramann.
In den 1950er und 1960er Jahren drehten sie mehrere kommerziell erfolgreiche Gesellschaftskomödien mit Uttam Kumar wie Agni Pareeshka (1954) und den frühen Farbfilm Pathe Holo Deri (1957). Ihr Film Lalu Bhulu (1959) wurde 1964 unter der Regie von Satyen Bose auch als Hindi-Remake mit dem Titel Dosti erfolgreich.
Zu den Filmschaffenden, die zeitweilig Mitglied des Filmkollektivs waren, gehören Saroj De, Salil Dutta und Arabinda Mukherjee. Andere indische Filmkollektive waren Sabhyasachi, Agragami, Yatrik, Chitra Rat und Chitra Sathi. 

## Filmografie
- 1947: Swapna-o-Sadhana
- 1948: Sabhyasachi/Pather Daabi
- 1948: Samapika
- 1949: Sankalpa
- 1951: Sahajatri
- 1951: Babla
- 1952: Aandhi
- 1954: Agni Pariksha
- 1955: Anupama
- 1955: Sabar Uparey
- 1956: Trijama
- 1957: Pathe Holo Deri
- 1958: Surya Toran
- 1959: Lalu Bhulu
- 1960: Kuhak
- 1960: Khokha Babur Pratyabartan
- 1961: Agni Sanskar
- 1962: Nabadiganta
- 1962: Bipasha
- 1963: Uttarayan
- 1963: Badshah
- 1965: Tapasi
- 1965: Surya Tapa
- 1965: Antaral
- 1967: Nayika Sangbad
- 1968: Kokhono Megh
- 1969: Chiradiner
- 1970: Manjari Opera
- 1971: Chhadmabeshi
- 1973: Sonar Khancha
- 1974: Sedin Du-janay
- 1977: Din Amader
- 1981: Surya Sakhi
- 1989: Aparanher Alo